# Kuków (Petite-Pologne)
Pour les articles homonymes, voir Kuków.
Kuków est une localité polonaise de la gmina de Stryszawa, située dans le powiat de Sucha en voïvodie de Petite-Pologne.